# Цзо чжуань

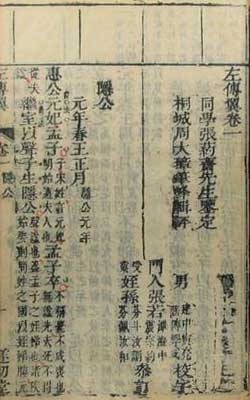
Фрагмент з «Цзо чжуань»

Комента́р Цзо́ до «Весе́н і о́сеней» (【春秋左氏傳】　Chūnqiū Zuŏshì-zhuàn, Чуньцю Цзоши-чжуань) — давньокитайський твір-коментар до хроніки «Весен і осеней». Складений близько 389 до Р.Х. Ймовірний автор — Цзо Цюмін з держави Лу. Містить багато оповідань й переказів, присвячених військово-політичній історії періоду Весен і Осеней (722—468 до Р.Х.). Цінне джерело з китайського церемоніалу та етикету. Пояснює принципи розквіту й занепаду держав.  Канонічна книга конфуціанства, складова Тринадцятикнижжя. Основний із Трьох коментарів.

## Назва
- Повна назва: 
«Коментар Цзо до «Весен і осеней» 【春秋左氏傳】 Чуньцю Цзоши-чжуан
- Коротка популярна назва: 
«Коментар Цзо» 【左傳】 Цзо чжуань; 【左氏傳】 Цзоши-чжуан
- Інші назви: 
Коментар до «Весен і Осеней» 【春秋傳】 Чуньцю чжуан
«Цзо» 【左】 Цзо.

## Автор
Згідно з «Хань шу», автором є Цзо Цюмін, історіограф держави Лу. В епоху Цін канонознавці вважали, що текст «Цзо чжуань» скоректовано Лю Сінєм. Така оцінка була зневажливою, оскільки Лю Сінь був радником узурпатора Ван Мана. Судження ґрунтувалося на тому, що текст містить коментарі від невідомої "освіченої людини" (цзюньцзи), які не відповідають моральним стандартам імперських часів. Дослідження наприкінці 20 століття довели, що невідомий коментатор вживає джерела що за часів Лю Сіня було вже загублено, тобто його коментаторська діяльність ближча до часу утворення «Цзо чжуань» ніж це вважалося раніше. Разом із цим, у тексті виділяють два різновиди напластувань: зокрема від 89-и зауважень що подає "освічена людина", текст містить 46 суджень "Конфуція". На відміну від невідомого коментатора, "Конфуцій" у Цзо зображений як автор суджень тексту, так і протагоніст тексту; в узгодженні із цим, він висловлює свої судження як словами, так і діями. Невідомий цзюньцзи висловлює свої погляди більш активно у перших трьох чвертях тексту, у той час як кількість суджень "Конфуція" у першій чверті відсутні взагалі, але значно зростає разом із наближенням до останніх розділів тексту Цзо. Перший коментатор зазвичай підтримує критицизм правителів з боку їх підручних, у той час як другий засуджує подібні дії. Із урахуванням цих та поріднених аргументів, було висунуто припущення, що цзюньцзи у тексті - це власно людина, яка написала «Цзо чжуань». (Саме цей погляд висловив ще  Фен Менлун, 1574 — 1646). Коментатор-"Конфуцій" у Цзо - це не історична фігура, а людина або група людей конфуціанських переконань, які виконали другу редакцію тексту близько 300 до н.е.

## Зміст
Традиція визнає «Цзо чжуань» коментарем до «Чуньцю» — канонізованого літопису держави Лу, складання якої приписується Конфуцію. Трактування і подробиці описуваних подій часто відмінні від тих, що представлені в інших коментарях до «Чуньцю» — «Ґулян чжуань» і «Ґун'ян чжуань», що також входять до складу «Тринадцяти канонів» («Шисань цзін») конфуціанської класики.
Текст складено у вигляді літопису, що охоплює події з 722 по 468 року до н. е. Містить головним чином опис історичних подій навколо найвпливовіших сусідів Лу: держав Цзін і Чу, поряд з якими містяться діалоги історичних осіб, що розкривають світогляд, натурфілософські і релігійні уявлення, етичні погляди стародавніх конфуціанців. Є важливим джерелом з історії взаємин давньокитайських держав, їх культури і господарського життя. Матеріали «Цзо чжуань» дозволяють також судити про витоки та принципи застосування у стародавньому Китаї натурфілософських доктрин для обґрунтувань практичних рішень в політичних і соціально-економічних областях.